# Interlands Turks voetbalelftal 1970-1979
Deze pagina toont een chronologisch en gedetailleerd overzicht van de interlands die het Turks voetbalelftal heeft gespeeld in de periode 1970 – 1979.

## Interlands

### 1970
|                                                                            |                        |       |                   |                                                                                      |
| 17 oktober EK 1972 kwalificatie № 133 «onderlinge duels» 15:30 uur (UTC+1) | West-Duitsland         | 1 – 1 | Turkije           | Müngersdorfer Stadion, Keulen Toeschouwers: 52.204 Scheidsrechter: Paul Bonett (MLT) |
| 17 oktober EK 1972 kwalificatie № 133 «onderlinge duels» 15:30 uur (UTC+1) | Gerd Müller 36' (pen.) |       | 15' Kamuran Yavuz | Müngersdorfer Stadion, Keulen Toeschouwers: 52.204 Scheidsrechter: Paul Bonett (MLT) |

|                                                                             |                               |       |                |                                                                                       |
| 13 december EK 1972 kwalificatie № 134 «onderlinge duels» 14:00 uur (UTC+2) | Turkije                       | 2 – 1 | Albanië        | Mithatpaşastadion, Istanbul Toeschouwers: 39.000 Scheidsrechter: János Biróczky (HUN) |
| 13 december EK 1972 kwalificatie № 134 «onderlinge duels» 14:00 uur (UTC+2) | Metin Kurt 4' Cemil Turan 43' |       | 22' Astrit Ziu | Mithatpaşastadion, Istanbul Toeschouwers: 39.000 Scheidsrechter: János Biróczky (HUN) |

### 1971
|                                                                          |         |                                                  |                |                                                                                         |
| 25 april EK 1972 kwalificatie № 135 «onderlinge duels» 15:00 uur (UTC+2) | Turkije | 0 – 3                                            | West-Duitsland | Mithatpaşastadion, Istanbul Toeschouwers: 43.227 Scheidsrechter: Karlo Kruashvili (URS) |
| 25 april EK 1972 kwalificatie № 135 «onderlinge duels» 15:00 uur (UTC+2) |         | 43' Gerd Müller 47' Gerd Müller 72' Horst Köppel |                | Mithatpaşastadion, Istanbul Toeschouwers: 43.227 Scheidsrechter: Karlo Kruashvili (URS) |

|                                                                              | |       |                 |                                                                                        |
| 22 september EK 1972 kwalificatie № 136 «onderlinge duels» 15:15 uur (UTC+1) | Polen | 5 – 1 | Turkije         | Stadion Miejski, Krakau Toeschouwers: 20.241 Scheidsrechter: Antoine Queudeville (LUX) |
| 22 september EK 1972 kwalificatie № 136 «onderlinge duels» 15:15 uur (UTC+1) | Bronisław Bula 33' Włodzimierz Lubański 62' Robert Gadocha 69' Włodzimierz Lubański 73' Włodzimierz Lubański 90' |       | 83' Nihat Yayöz | Stadion Miejski, Krakau Toeschouwers: 20.241 Scheidsrechter: Antoine Queudeville (LUX) |

|                                                                           |                                                                          |       |         |                                                                           |
| 26 september Vriendschappelijk № 137 «onderlinge duels» 15:30 uur (UTC+1) | Zwitserland                                                              | 4 – 0 | Turkije | Hardturm, Zürich Toeschouwers: 22.500 Scheidsrechter: Alois Kessler (AUT) |
| 26 september Vriendschappelijk № 137 «onderlinge duels» 15:30 uur (UTC+1) | Pierangelo Boffi 9' Karl Odermatt 22' Fritz Künzli 26' Rolf Blättler 27' |       |         | Hardturm, Zürich Toeschouwers: 22.500 Scheidsrechter: Alois Kessler (AUT) |

|                                                                             |                                                      |       |         |                                                                                   |
| 14 november EK 1972 kwalificatie № 138 «onderlinge duels» 14:00 uur (UTC+1) | Albanië                                              | 3 – 0 | Turkije | Qemal Stafastadion, Tirana Toeschouwers: 18.159 Scheidsrechter: Ivan Placek (TCH) |
| 14 november EK 1972 kwalificatie № 138 «onderlinge duels» 14:00 uur (UTC+1) | Ilir Përnaska 22' Panajot Pano 50' Ilir Përnaska 53' |       |         | Qemal Stafastadion, Tirana Toeschouwers: 18.159 Scheidsrechter: Ivan Placek (TCH) |

|                                                                            |                 |       |       |                                                                                      |
| 5 december EK 1972 kwalificatie № 139 «onderlinge duels» 14:30 uur (UTC+2) | Turkije         | 1 – 0 | Polen | İzmir Atatürkstadion, İzmir Toeschouwers: 57.794 Scheidsrechter: Petar Nikolov (BUL) |
| 5 december EK 1972 kwalificatie № 139 «onderlinge duels» 14:30 uur (UTC+2) | Cemil Turan 52' |       |       | İzmir Atatürkstadion, İzmir Toeschouwers: 57.794 Scheidsrechter: Petar Nikolov (BUL) |

### 1972
|                                                                       |           |       |                                 |                                                                                               |
| 12 april Vriendschappelijk № 140 «onderlinge duels» 17:30 uur (UTC+2) | Bulgarije | 4 – 2 | Turkije                         | Vasil Levski Nationaal Stadion, Sofia Toeschouwers: 4.000 Scheidsrechter: Mircea Rotaru (ROU) |
| 12 april Vriendschappelijk № 140 «onderlinge duels» 17:30 uur (UTC+2) | ?         |       | 61' Ziya Şengül 72' Cemil Turan | Vasil Levski Nationaal Stadion, Sofia Toeschouwers: 4.000 Scheidsrechter: Mircea Rotaru (ROU) |

|                                                      |                  |       |         |                                                                                        |
| 4 oktober Vriendschappelijk № 141 «onderlinge duels» | Algerije         | 1 – 0 | Turkije | Stadion van 5 juli 1962, Algiers Toeschouwers: 9.000 Scheidsrechter: Hédi Saoudi (TUN) |
| 4 oktober Vriendschappelijk № 141 «onderlinge duels» | Rabah Gamouh 49' |       |         | Stadion van 5 juli 1962, Algiers Toeschouwers: 9.000 Scheidsrechter: Hédi Saoudi (TUN) |

|                                                                            |                                    |       |         |                                                                                              |
| 22 oktober WK 1974 kwalificatie № 142 «onderlinge duels» 15:00 uur (UTC+1) | Luxemburg                          | 2 – 0 | Turkije | Emile Mayrischstadion, Esch-sur-Alzette Toeschouwers: 3.960 Scheidsrechter: Karl Riegg (FRG) |
| 22 oktober WK 1974 kwalificatie № 142 «onderlinge duels» 15:00 uur (UTC+1) | Gilbert Dussier 14' Nico Braun 16' |       |         | Emile Mayrischstadion, Esch-sur-Alzette Toeschouwers: 3.960 Scheidsrechter: Karl Riegg (FRG) |

|                                                                             |                                                                  |       |           |                                                                                        |
| 10 december WK 1974 kwalificatie № 143 «onderlinge duels» 14:15 uur (UTC+2) | Turkije                                                          | 3 – 0 | Luxemburg | Mithatpaşastadion, Istanbul Toeschouwers: 36.805 Scheidsrechter: Tofik Bakhramov (URS) |
| 10 december WK 1974 kwalificatie № 143 «onderlinge duels» 14:15 uur (UTC+2) | Osman Arpacıoğlu 6' Osman Arpacıoğlu 39' Köksal Mesci 75' (pen.) |       |           | Mithatpaşastadion, Istanbul Toeschouwers: 36.805 Scheidsrechter: Tofik Bakhramov (URS) |

### 1973
|                                                                            |        |       |         |                                                                                                   |
| 13 januari WK 1974 kwalificatie № 144 «onderlinge duels» 14:30 uur (UTC+1) | Italië | 0 – 0 | Turkije | Stadio Diego Armando Maradona, Napels Toeschouwers: 60.815 Scheidsrechter: Karlo Kruashvili (URS) |
| 13 januari WK 1974 kwalificatie № 144 «onderlinge duels» 14:30 uur (UTC+1) |        |       |         | Stadio Diego Armando Maradona, Napels Toeschouwers: 60.815 Scheidsrechter: Karlo Kruashvili (URS) |

|                                                                          |                                                                     |       |          |                                                                                        |
| 14 februari Vriendschappelijk № 145 «onderlinge duels» 15:00 uur (UTC+2) | Turkije                                                             | 4 – 0 | Algerije | İzmir Atatürkstadion, İzmir Toeschouwers: 20.000 Scheidsrechter: Hristos Kouyias (GRE) |
| 14 februari Vriendschappelijk № 145 «onderlinge duels» 15:00 uur (UTC+2) | Mehmet Oğuz 7' Cemil Turan 15' Ziya Şengül 64' Osman Arpacıoğlu 79' |       |          | İzmir Atatürkstadion, İzmir Toeschouwers: 20.000 Scheidsrechter: Hristos Kouyias (GRE) |

|                                                                             |         |                     |        |                                                                                           |
| 25 februari WK 1974 kwalificatie № 146 «onderlinge duels» 14:30 uur (UTC+2) | Turkije | 0 – 1               | Italië | Mithatpaşastadion, Istanbul Toeschouwers: 22.990 Scheidsrechter: Abdelkader Aouissi (ALG) |
| 25 februari WK 1974 kwalificatie № 146 «onderlinge duels» 14:30 uur (UTC+2) |         | 35' Pietro Anastasi |        | Mithatpaşastadion, Istanbul Toeschouwers: 22.990 Scheidsrechter: Abdelkader Aouissi (ALG) |

|                                                                                     |                                                                               |       |                                   |                                                                                       |
| 18 april Balkan Cup 1973/76 Halve finale № 147 «onderlinge duels» 20:00 uur (UTC+2) | Turkije                                                                       | 5 – 2 | Bulgarije                         | İzmir Atatürkstadion, İzmir Toeschouwers: 65.000 Scheidsrechter: Nikos Zlatanos (GRE) |
| 18 april Balkan Cup 1973/76 Halve finale № 147 «onderlinge duels» 20:00 uur (UTC+2) | Mehmet Oğuz 5' Cemil Turan 47' Metin Kurt 49' Cemil Turan 66' Cemil Turan 86' |       | 39' Pavel Panov 56' Kiril Milanov | İzmir Atatürkstadion, İzmir Toeschouwers: 65.000 Scheidsrechter: Nikos Zlatanos (GRE) |

|                                                                       |             |       |         |                                                                                  |
| 9 mei WK 1974 kwalificatie № 148 «onderlinge duels» 20:00 uur (UTC+1) | Zwitserland | 0 – 0 | Turkije | St. Jakob-Park, Bazel Toeschouwers: 50.868 Scheidsrechter: Gyula Emsberger (HUN) |
| 9 mei WK 1974 kwalificatie № 148 «onderlinge duels» 20:00 uur (UTC+1) |             |       |         | St. Jakob-Park, Bazel Toeschouwers: 50.868 Scheidsrechter: Gyula Emsberger (HUN) |

| |         |       |        |                                                                                    |
| 17 oktober Vrienschappelijk 50-jarig jubileumwedstrijd Turkse Republiek № 149 «onderlinge duels» 20:00 uur (UTC+3) | Turkije | 0 – 0 | Spanje | BJK Inönüstadion, Istanbul Toeschouwers: 12.678 Scheidsrechter: Nikola Dudin (BUL) |
| 17 oktober Vrienschappelijk 50-jarig jubileumwedstrijd Turkse Republiek № 149 «onderlinge duels» 20:00 uur (UTC+3) |         |       |        | BJK Inönüstadion, Istanbul Toeschouwers: 12.678 Scheidsrechter: Nikola Dudin (BUL) |

|                                                                             |                                    |       |             |                                                                                       |
| 18 november WK 1974 kwalificatie № 150 «onderlinge duels» 15:00 uur (UTC+2) | Turkije                            | 2 – 0 | Zwitserland | İzmir Atatürkstadion, İzmir Toeschouwers: 67.126 Scheidsrechter: Bobby Davidson (SCO) |
| 18 november WK 1974 kwalificatie № 150 «onderlinge duels» 15:00 uur (UTC+2) | Mehmet Türken 51' Melih Atacan 54' |       |             | İzmir Atatürkstadion, İzmir Toeschouwers: 67.126 Scheidsrechter: Bobby Davidson (SCO) |

### 1974
|                                                                    |          |       |                                  |                                                            |
| 18 januari RCD Cup 1974 № 151 «onderlinge duels» 15:30 uur (UTC+5) | Pakistan | 2 – 2 | Turkije                          | Hockeystadion, Karachi Scheidsrechter: Mohsen Zamani (IRN) |
| 18 januari RCD Cup 1974 № 151 «onderlinge duels» 15:30 uur (UTC+5) | ?        |       | 8' Melih Atacan 49' Melih Atacan | Hockeystadion, Karachi Scheidsrechter: Mohsen Zamani (IRN) |

|                                                                    |      |                    |         |                                                                              |
| 20 januari RCD Cup 1974 № 152 «onderlinge duels» 12:30 uur (UTC+5) | Iran | 0 – 1              | Turkije | Hockeystadion, Karachi Toeschouwers: 5.000 Scheidsrechter: Yakup Ahmet (PAK) |
| 20 januari RCD Cup 1974 № 152 «onderlinge duels» 12:30 uur (UTC+5) |      | 86' Sinan Alayoğlu |         | Hockeystadion, Karachi Toeschouwers: 5.000 Scheidsrechter: Yakup Ahmet (PAK) |

|                                                                                  | |       |                 | |
| 8 mei Balkan Cup 1973/76 Halve finale № 153 «onderlinge duels» 18:30 uur (UTC+2) | Bulgarije                                                                                          | 5 – 1 | Turkije         | Vasil Levski Nationaal Stadion, Sofia Toeschouwers: 25.000 Scheidsrechter: Chevorc Ghemigean (ROU) |
| 8 mei Balkan Cup 1973/76 Halve finale № 153 «onderlinge duels» 18:30 uur (UTC+2) | Hristo Bonev 12' Nikos Kovis 48' (e.d.) Dobromir Zhechev 67' Pavel Panov 76' Bozhidar Grigorov 79' |       | 68' Cemil Turan | Vasil Levski Nationaal Stadion, Sofia Toeschouwers: 25.000 Scheidsrechter: Chevorc Ghemigean (ROU) |

|                                                                          |         |                  |            |                                                                                          |
| 13 november Vriendschappelijk № 154 «onderlinge duels» 14:30 uur (UTC+2) | Turkije | 0 – 1            | Oostenrijk | BJK Inönüstadion, Istanbul Toeschouwers: 30.978 Scheidsrechter: Nicolae Petriceanu (ROU) |
| 13 november Vriendschappelijk № 154 «onderlinge duels» 14:30 uur (UTC+2) |         | 4' Josef Stering |            | BJK Inönüstadion, Istanbul Toeschouwers: 30.978 Scheidsrechter: Nicolae Petriceanu (ROU) |

|                                                                             |                        |       |                |                                                                                        |
| 20 november EK 1976 kwalificatie № 155 «onderlinge duels» 20:00 uur (UTC+2) | Turkije                | 1 – 1 | Ierland        | İzmir Atatürkstadion, İzmir Toeschouwers: 69.999 Scheidsrechter: Marian Środecki (POL) |
| 20 november EK 1976 kwalificatie № 155 «onderlinge duels» 20:00 uur (UTC+2) | Mick Martin 54' (e.d.) |       | 61' Don Givens | İzmir Atatürkstadion, İzmir Toeschouwers: 69.999 Scheidsrechter: Marian Środecki (POL) |

|                                                                            |                                 |       |                      |                                                                                           |
| 1 december EK 1976 kwalificatie № 156 «onderlinge duels» 14:30 uur (UTC+2) | Turkije                         | 2 – 1 | Zwitserland          | İzmir Atatürkstadion, İzmir Toeschouwers: 46.564 Scheidsrechter: Milivoje Gugulović (YUG) |
| 1 december EK 1976 kwalificatie № 156 «onderlinge duels» 14:30 uur (UTC+2) | İsmail Arca 28' Mehmet Oğuz 85' |       | 18' Hanspeter Schild | İzmir Atatürkstadion, İzmir Toeschouwers: 46.564 Scheidsrechter: Milivoje Gugulović (YUG) |

### 1975
|                                                                       |                |       |                   |                                                                                     |
| 19 maart Vriendschappelijk № 157 «onderlinge duels» 14:30 uur (UTC+2) | Turkije        | 1 – 1 | Roemenië          | BJK Inönüstadion, Istanbul Toeschouwers: 22.005 Scheidsrechter: Werner Spiegl (AUT) |
| 19 maart Vriendschappelijk № 157 «onderlinge duels» 14:30 uur (UTC+2) | Cemil Turan 3' |       | 7' Mircea Lucescu | BJK Inönüstadion, Istanbul Toeschouwers: 22.005 Scheidsrechter: Werner Spiegl (AUT) |

|                                                                         |                                                                      |       |         |                                                                                  |
| 2 april EK 1976 kwalificatie № 158 «onderlinge duels» 19:00 uur (UTC+3) | Sovjet-Unie                                                          | 3 – 0 | Turkije | Centraal Stadion, Kiev Toeschouwers: 74.223 Scheidsrechter: Bobby Davidson (SCO) |
| 2 april EK 1976 kwalificatie № 158 «onderlinge duels» 19:00 uur (UTC+3) | Viktor Kolotov 25' (pen.) Viktor Kolotov 56' (pen.) Oleh Blochin 75' |       |         | Centraal Stadion, Kiev Toeschouwers: 74.223 Scheidsrechter: Bobby Davidson (SCO) |

|                                                                          |                        |       |                     |                                                                              |
| 30 april EK 1976 kwalificatie № 159 «onderlinge duels» 20:15 uur (UTC+1) | Zwitserland            | 1 – 1 | Turkije             | Hardturm, Zürich Toeschouwers: 21.695 Scheidsrechter: Ricardo Lattanzi (ITA) |
| 30 april EK 1976 kwalificatie № 159 «onderlinge duels» 20:15 uur (UTC+1) | İsmail Arca 43' (e.d.) |       | 53' Alpaslan Eratlı | Hardturm, Zürich Toeschouwers: 21.695 Scheidsrechter: Ricardo Lattanzi (ITA) |

|                                                                         |                                       |       |                                    |                                                                                        |
| 12 oktober Vriendschappelijk № 160 «onderlinge duels» 17:30 uur (UTC+2) | Roemenië                              | 2 – 2 | Turkije                            | Stadionul 23 August, Boekarest Toeschouwers: 5.000 Scheidsrechter: Marian Kustoń (POL) |
| 12 oktober Vriendschappelijk № 160 «onderlinge duels» 17:30 uur (UTC+2) | Anghel Iordănescu 23' Cornel Dinu 90' |       | 14' Gökmen Özdenak 80' Cemil Turan | Stadionul 23 August, Boekarest Toeschouwers: 5.000 Scheidsrechter: Marian Kustoń (POL) |

|                                                                          |                                                             |       |         |                                                                                         |
| 29 oktober EK 1976 kwalificatie № 161 «onderlinge duels» 15:30 uur (UTC) | Ierland                                                     | 4 – 0 | Turkije | Dalymount Park, Dublin Toeschouwers: 16.533 Scheidsrechter: Ángel Franco Martínez (ESP) |
| 29 oktober EK 1976 kwalificatie № 161 «onderlinge duels» 15:30 uur (UTC) | Don Givens 25' Don Givens 28' Don Givens 34' Don Givens 88' |       |         | Dalymount Park, Dublin Toeschouwers: 16.533 Scheidsrechter: Ángel Franco Martínez (ESP) |

|                                                                             |                          |       |             |                                                                                      |
| 23 november EK 1976 kwalificatie № 162 «onderlinge duels» 14:30 uur (UTC+2) | Turkije                  | 1 – 0 | Sovjet-Unie | İzmir Atatürkstadion, İzmir Toeschouwers: 21.325 Scheidsrechter: Petar Nikolov (BUL) |
| 23 november EK 1976 kwalificatie № 162 «onderlinge duels» 14:30 uur (UTC+2) | Stefan Resjko 17' (e.d.) |       |             | İzmir Atatürkstadion, İzmir Toeschouwers: 21.325 Scheidsrechter: Petar Nikolov (BUL) |

|                                                                          |         |                                                                                    |                |                                                                                          |
| 20 december Vriendschappelijk № 163 «onderlinge duels» 14:30 uur (UTC+2) | Turkije | 0 – 5                                                                              | West-Duitsland | BJK Inönüstadion, Istanbul Toeschouwers: 19.901 Scheidsrechter: Alberto Michelotti (ITA) |
| 20 december Vriendschappelijk № 163 «onderlinge duels» 14:30 uur (UTC+2) |         | 18' Jupp Heynckes 25' Erich Beer 57' Ronnie Worm 65' Ronnie Worm 77' Jupp Heynckes |                | BJK Inönüstadion, Istanbul Toeschouwers: 19.901 Scheidsrechter: Alberto Michelotti (ITA) |

### 1976
|                                                       |      |       |         |                                                                                |
| 8 februari Vriendschappelijk № 164 «onderlinge duels» | Irak | 0 – 0 | Turkije | Al-shaabstadion, Bagdad Toeschouwers: 30.000 Scheidsrechter: Abdel Vasab (IRQ) |
| 8 februari Vriendschappelijk № 164 «onderlinge duels» |      |       |         | Al-shaabstadion, Bagdad Toeschouwers: 30.000 Scheidsrechter: Abdel Vasab (IRQ) |

|                                                                          |                                         |       |                  |                                                                                    |
| 25 augustus Vriendschappelijk № 165 «onderlinge duels» 19:00 uur (UTC+2) | Finland                                 | 2 – 1 | Turkije          | Olympisch Stadion, Helsinki Toeschouwers: 5.210 Scheidsrechter: Sven Jonsson (SWE) |
| 25 augustus Vriendschappelijk № 165 «onderlinge duels» 19:00 uur (UTC+2) | Aki Heiskanen 37' Matti Paatelainen 81' |       | 61' Reşit Kaynak | Olympisch Stadion, Helsinki Toeschouwers: 5.210 Scheidsrechter: Sven Jonsson (SWE) |

|                                                                           |                                       |       |                                              |                                                                                               |
| 22 september Vriendschappelijk № 166 «onderlinge duels» 18:00 uur (UTC+2) | Bulgarije                             | 2 – 2 | Turkije                                      | Vasil Levski Nationaal Stadion, Sofia Toeschouwers: 12.000 Scheidsrechter: Vlado Tauzes (YUG) |
| 22 september Vriendschappelijk № 166 «onderlinge duels» 18:00 uur (UTC+2) | Hristo Bonev 2' Andrey Zhelyazkov 42' |       | 56' (e.d.) Kiril Ivkov 85' Ali Kemal Denizci | Vasil Levski Nationaal Stadion, Sofia Toeschouwers: 12.000 Scheidsrechter: Vlado Tauzes (YUG) |

|                                                                         |                                                 |       |                                                  |                                                                                       |
| 13 oktober Vriendschappelijk № 167 «onderlinge duels» 16:00 uur (UTC+3) | Turkije                                         | 3 – 3 | Ierland                                          | Ankara 19 Mayısstadion, Ankara Toeschouwers: 28.000 Scheidsrechter: Miloš Čajić (YUG) |
| 13 oktober Vriendschappelijk № 167 «onderlinge duels» 16:00 uur (UTC+3) | Cemil Turan 51' Gerard Daly 14' Cemil Turan 70' |       | 3' Frank Stapleton 65' İsa Ertürk 80' Joe Waters | Ankara 19 Mayısstadion, Ankara Toeschouwers: 28.000 Scheidsrechter: Miloš Čajić (YUG) |

|                                                                            |                                                                  |       |       |                                                                                     |
| 31 oktober WK 1978 kwalificatie № 168 «onderlinge duels» 14:30 uur (UTC+2) | Turkije                                                          | 4 – 0 | Malta | İzmir Atatürkstadion, İzmir Toeschouwers: 68.034 Scheidsrechter: Michal Jursa (TCH) |
| 31 oktober WK 1978 kwalificatie № 168 «onderlinge duels» 14:30 uur (UTC+2) | Mehmet Özgül 22' Cemil Turan 54' Cemil Turan 57' Cemil Turan 75' |       |       | İzmir Atatürkstadion, İzmir Toeschouwers: 68.034 Scheidsrechter: Michal Jursa (TCH) |

|                                                                             |                |       |                        |                                                                                 |
| 17 november WK 1978 kwalificatie № 169 «onderlinge duels» 17:30 uur (UTC+1) | DDR            | 1 – 1 | Turkije                | Dynamostadion, Dresden Toeschouwers: 18.000 Scheidsrechter: Pat Partridge (ENG) |
| 17 november WK 1978 kwalificatie № 169 «onderlinge duels» 17:30 uur (UTC+1) | Peter Kotte 3' |       | 31' (pen.) Cemil Turan | Dynamostadion, Dresden Toeschouwers: 18.000 Scheidsrechter: Pat Partridge (ENG) |

### 1977
|                                                                                   |                                       |       |           |                                                                                      |
| 16 februari Balkan Cup 1977/80 Groep A № 170 «onderlinge duels» 14:30 uur (UTC+2) | Turkije                               | 2 – 0 | Bulgarije | BJK Inönüstadion, Istanbul Toeschouwers: 37.055 Scheidsrechter: Velibor Ljujić (YUG) |
| 16 februari Balkan Cup 1977/80 Groep A № 170 «onderlinge duels» 14:30 uur (UTC+2) | Ali Kemal Denizci 54' Cemil Turan 55' |       |           | BJK Inönüstadion, Istanbul Toeschouwers: 37.055 Scheidsrechter: Velibor Ljujić (YUG) |

|                                                                                |                                                                         |       |         |                                                                                                |
| 23 maart Balkan Cup 1977/80 Groep A № 171 «onderlinge duels» 16:00 uur (UTC+2) | Roemenië                                                                | 4 – 0 | Turkije | Stadionul Steaua, Boekarest Toeschouwers: 10.000 Scheidsrechter: Panayotis Kolliropoulos (GRE) |
| 23 maart Balkan Cup 1977/80 Groep A № 171 «onderlinge duels» 16:00 uur (UTC+2) | Dudu Georgescu 23' Ion Dumitru 62' Iosif Vigu 75' Anghel Iordănescu 82' |       |         | Stadionul Steaua, Boekarest Toeschouwers: 10.000 Scheidsrechter: Panayotis Kolliropoulos (GRE) |

|                                                                      |                     |       |                                          |                                                                                        |
| 6 april Vriendschappelijk № 172 «onderlinge duels» 15:00 uur (UTC+3) | Turkije             | 1 – 2 | Finland                                  | Ankara 19 Mayısstadion, Ankara Toeschouwers: 45.000 Scheidsrechter: Otto Anderco (ROU) |
| 6 april Vriendschappelijk № 172 «onderlinge duels» 15:00 uur (UTC+3) | Mustafa Denizli 23' |       | 64' Matti Paatelainen 76' Jyrki Nieminen | Ankara 19 Mayısstadion, Ankara Toeschouwers: 45.000 Scheidsrechter: Otto Anderco (ROU) |

|                                                                          |                      |       |         |                                                                                 |
| 17 april WK 1978 kwalificatie № 173 «onderlinge duels» 16:00 uur (UTC+1) | Oostenrijk           | 1 – 0 | Turkije | Praterstadion, Wenen Toeschouwers: 60.1000 Scheidsrechter: Viktor Zharkov (URS) |
| 17 april WK 1978 kwalificatie № 173 «onderlinge duels» 16:00 uur (UTC+1) | Walter Schachner 42' |       |         | Praterstadion, Wenen Toeschouwers: 60.1000 Scheidsrechter: Viktor Zharkov (URS) |

|                                                                          |                      |       |         |                                                                                       |
| 7 september Vriendschappelijk № 174 «onderlinge duels» 19:30 uur (UTC+1) | Tsjecho-Slowakije    | 1 – 0 | Turkije | Tehelné pole, Bratislava Toeschouwers: 20.000 Scheidsrechter: Gerrit Berrevoets (NED) |
| 7 september Vriendschappelijk № 174 «onderlinge duels» 19:30 uur (UTC+1) | Miroslav Gajdůšek 2' |       |         | Tehelné pole, Bratislava Toeschouwers: 20.000 Scheidsrechter: Gerrit Berrevoets (NED) |

|                                                                                    |                                                                        |       |                |                                                                                           |
| 21 september Balkan Cup 1977/80 Groep A № 175 «onderlinge duels» 18:00 uur (UTC+2) | Bulgarije                                                              | 3 – 1 | Turkije        | İzmir Atatürkstadion, İzmir Toeschouwers: 18.000 Scheidsrechter: Dimitris Sarakinos (GRE) |
| 21 september Balkan Cup 1977/80 Groep A № 175 «onderlinge duels» 18:00 uur (UTC+2) | Andrey Zhelyazkov 27' Spas Dzjevizov 28' Atanas Aleksandrov 86' (pen.) |       | 8' Sedat Özden | İzmir Atatürkstadion, İzmir Toeschouwers: 18.000 Scheidsrechter: Dimitris Sarakinos (GRE) |

|                                                                            |         |                      |            |                                                                                              |
| 30 oktober WK 1978 kwalificatie № 176 «onderlinge duels» 14:30 uur (UTC+2) | Turkije | 0 – 1                | Oostenrijk | Vasil Levski Nationaal Stadion, Sofia Toeschouwers: 69.360 Scheidsrechter: John Gordon (SCO) |
| 30 oktober WK 1978 kwalificatie № 176 «onderlinge duels» 14:30 uur (UTC+2) |         | 71' Herbert Prohaska |            | Vasil Levski Nationaal Stadion, Sofia Toeschouwers: 69.360 Scheidsrechter: John Gordon (SCO) |

|                                                                             |                  |       |                                        |                                                                                          |
| 16 november WK 1978 kwalificatie № 177 «onderlinge duels» 14:00 uur (UTC+2) | Turkije          | 1 – 2 | DDR                                    | İzmir Atatürkstadion, İzmir Toeschouwers: 7.010 Scheidsrechter: Alberto Michelotti (ITA) |
| 16 november WK 1978 kwalificatie № 177 «onderlinge duels» 14:00 uur (UTC+2) | Volkan Yayım 81' |       | 30' Hartmut Schade 62' Martin Hoffmann | İzmir Atatürkstadion, İzmir Toeschouwers: 7.010 Scheidsrechter: Alberto Michelotti (ITA) |

|                                                                             |       |                                                 |         |                                                                                 |
| 27 november WK 1978 kwalificatie № 178 «onderlinge duels» 14:30 uur (UTC+1) | Malta | 0 – 3                                           | Turkije | Empire Stadion, Gżira Toeschouwers: 2.246 Scheidsrechter: Mohamed Larache (MAR) |
| 27 november WK 1978 kwalificatie № 178 «onderlinge duels» 14:30 uur (UTC+1) |       | 21' Sedat Özden 36' Cemil Turan 48' Sedat Özden |         | Empire Stadion, Gżira Toeschouwers: 2.246 Scheidsrechter: Mohamed Larache (MAR) |

### 1978
|                                                                                |                 |       |                    |                                                                                        |
| 22 maart Balkan Cup 1977/80 Groep A № 179 «onderlinge duels» 15:00 uur (UTC+2) | Turkije         | 1 – 1 | Roemenië           | BJK Inönüstadion, Istanbul Toeschouwers: 10.000 Scheidsrechter: Tome Manojlovski (YUG) |
| 22 maart Balkan Cup 1977/80 Groep A № 179 «onderlinge duels» 15:00 uur (UTC+2) | Sedat Özden 10' |       | 80' Dudu Georgescu | BJK Inönüstadion, Istanbul Toeschouwers: 10.000 Scheidsrechter: Tome Manojlovski (YUG) |

|                                                                      |                                                              |       |                                       |                                                                                  |
| 5 april Vriendschappelijk № 180 «onderlinge duels» 18:00 uur (UTC+1) | Ierland                                                      | 4 – 2 | Turkije                               | Lansdowne Road, Dublin Toeschouwers: 10.000 Scheidsrechter: Hugh Alexander (SCO) |
| 5 april Vriendschappelijk № 180 «onderlinge duels» 18:00 uur (UTC+1) | Johnny Giles 3' Paul McGee 12' Ray Treacy 18' Ray Treacy 23' |       | 55' Önder Mustafaoğlu 61' Cemil Turan | Lansdowne Road, Dublin Toeschouwers: 10.000 Scheidsrechter: Hugh Alexander (SCO) |

|                                                                           |                        |       |         |                                                                                      |
| 23 september Vriendschappelijk № 181 «onderlinge duels» 16:30 uur (UTC+2) | Italië                 | 1 – 0 | Turkije | Stadio Comunale, Florence Toeschouwers: 29.256 Scheidsrechter: António Garrido (POR) |
| 23 september Vriendschappelijk № 181 «onderlinge duels» 16:30 uur (UTC+2) | Francesco Graziani 26' |       |         | Stadio Comunale, Florence Toeschouwers: 29.256 Scheidsrechter: António Garrido (POR) |

|                                                                        |         |                                         |             |                                                                                              |
| 5 oktober Vriendschappelijk № 182 «onderlinge duels» 17:00 uur (UTC+3) | Turkije | 0 – 2                                   | Sovjet-Unie | Ankara 19 Mayısstadion, Ankara Toeschouwers: 45.000 Scheidsrechter: Alberto Michelotti (ITA) |
| 5 oktober Vriendschappelijk № 182 «onderlinge duels» 17:00 uur (UTC+3) |         | 37' Vladimer Goetsaevi 41' Oleh Blochin |             | Ankara 19 Mayısstadion, Ankara Toeschouwers: 45.000 Scheidsrechter: Alberto Michelotti (ITA) |

|                                                                           |                |       |         |                                                                                  |
| 29 november EK 1980 kwalificatie № 183 «onderlinge duels» 19:30 uur (UTC) | Wales          | 1 – 0 | Turkije | The Racecourse, Wrexham Toeschouwers: 11.794 Scheidsrechter: Alojzy Jarguz (POL) |
| 29 november EK 1980 kwalificatie № 183 «onderlinge duels» 19:30 uur (UTC) | Nick Deacy 70' |       |         | The Racecourse, Wrexham Toeschouwers: 11.794 Scheidsrechter: Alojzy Jarguz (POL) |

### 1979
|                                                                          |         |              |          |                                                                                         |
| 28 februari Vriendschappelijk № 184 «onderlinge duels» 15:00 uur (UTC+4) | Turkije | 0 – 1        | Algerije | Bursa Atatürkstadion, Bursa Toeschouwers: 15.644 Scheidsrechter: Constantin Ghiţă (ROU) |
| 28 februari Vriendschappelijk № 184 «onderlinge duels» 15:00 uur (UTC+4) |         | 77' Redouane |          | Bursa Atatürkstadion, Bursa Toeschouwers: 15.644 Scheidsrechter: Constantin Ghiţă (ROU) |

|                                                                          |                                 |       |                          |                                                                                         |
| 18 maart EK 1980 kwalificatie № 185 «onderlinge duels» 15:30 uur (UTC+4) | Turkije                         | 2 – 1 | Malta                    | İzmir Atatürkstadion, İzmir Toeschouwers: 34.154 Scheidsrechter: Toma Manojlovski (YUG) |
| 18 maart EK 1980 kwalificatie № 185 «onderlinge duels» 15:30 uur (UTC+4) | Sedat Özden 34' Fatih Terim 56' |       | 35' Ernest Spiteri-Gonzi | İzmir Atatürkstadion, İzmir Toeschouwers: 34.154 Scheidsrechter: Toma Manojlovski (YUG) |

|                                                                         |         |       |                |                                                                                        |
| 1 april EK 1980 kwalificatie № 186 «onderlinge duels» 15:30 uur (UTC+4) | Turkije | 0 – 0 | West-Duitsland | İzmir Atatürkstadion, İzmir Toeschouwers: 69.000 Scheidsrechter: Miroslav Stupar (URS) |
| 1 april EK 1980 kwalificatie № 186 «onderlinge duels» 15:30 uur (UTC+4) |         |       |                | İzmir Atatürkstadion, İzmir Toeschouwers: 69.000 Scheidsrechter: Miroslav Stupar (URS) |

|                                                                            |                      |       |                                     |                                                                                     |
| 28 oktober EK 1980 kwalificatie № 187 «onderlinge duels» 15:00 uur (UTC+2) | Malta                | 1 – 2 | Turkije                             | Empire Stadion, Gżira Toeschouwers: 1.976 Scheidsrechter: Gianfranco Menegali (ITA) |
| 28 oktober EK 1980 kwalificatie № 187 «onderlinge duels» 15:00 uur (UTC+2) | Emanuel Farrugia 74' |       | 20' Sedat Özden 25' Mustafa Denizli | Empire Stadion, Gżira Toeschouwers: 1.976 Scheidsrechter: Gianfranco Menegali (ITA) |

|                                                                             |                |       |       |                                                                                         |
| 21 november EK 1980 kwalificatie № 188 «onderlinge duels» 15:00 uur (UTC+3) | Turkije        | 1 – 0 | Wales | İzmir Atatürkstadion, İzmir Toeschouwers: 30.650 Scheidsrechter: Constantin Ghiţă (ROU) |
| 21 november EK 1980 kwalificatie № 188 «onderlinge duels» 15:00 uur (UTC+3) | Erhan Önal 76' |       |       | İzmir Atatürkstadion, İzmir Toeschouwers: 30.650 Scheidsrechter: Constantin Ghiţă (ROU) |

|                                                                             |                                          |       |         |                                                                                     |
| 22 december EK 1980 kwalificatie № 189 «onderlinge duels» 15:30 uur (UTC+1) | West-Duitsland                           | 2 – 0 | Turkije | Parkstadion, Gelsenkirchen Toeschouwers: 69.971 Scheidsrechter: Ruedi Renggli (SUI) |
| 22 december EK 1980 kwalificatie № 189 «onderlinge duels» 15:30 uur (UTC+1) | Klaus Fischer 15' Herbert Zimmermann 89' |       |         | Parkstadion, Gelsenkirchen Toeschouwers: 69.971 Scheidsrechter: Ruedi Renggli (SUI) |

CONMEBOL: Colombia · Ecuador

UEFA: Albanië · België · Bulgarije · Cyprus · Denemarken · West-Duitsland · Duitse Democratische Republiek · Engeland · Finland · Frankrijk · Griekenland · Hongarije · IJsland · Ierland · Italië · Joegoslavië · Luxemburg · Malta · Nederland · Noord-Ierland · Noorwegen · Oostenrijk · Polen · Portugal · Roemenië · Schotland ·  Sovjet-Unie ·  Spanje · Tsjecho-Slowakije · Turkije · Wales ·  Zweden · Zwitserland

CAF: Madagaskar AFC: Israël

TFF · A-internationals · Selecties · Bondscoaches · Turks vrouwenelftal · Olympisch elftal · Turkije U21 · Turkije U20 · Turkije U19 · Turkije U18 · Turkije U17 · Turkije U16
1923 – 1929 · 
1930 – 1939 · 
1940 – 1949 · 
1950 – 1959 · 
1960 – 1969 · 
1970 – 1979 · 
1980 – 1989 · 
1990 – 1999 · 
2000 – 2009 · 
2010 – 2019 ·
2020 − 2029
EK 1996 · 
EK 2000 · 
EK 2008 · 
EK 2016 ·
EK 2020 ·
EK 2024 · WK 1954 · WK 2002 · OS 1924 · 
OS 1928 · 
OS 1936 · 
OS 1948 · 
OS 1952 · 
OS 1960
1923 · 
1924 · 
1925 · 
1926 · 
1927 · 
1928 · 
1929 · 1930 · 
1931 · 
1932 · 
1933 · 1934 · 1935 · 
1936 · 
1937 · 
1938 · 1939 · 1940 · 1941 · 1942 · 1943 · 1944 · 1945 · 1946 · 1947 · 
1948 · 
1949 · 
1950 · 
1952 · 
1952 · 
1953 · 
1954 · 
1955 · 
1956 · 
1957 · 
1958 · 
1959 · 
1960 · 
1961 · 
1962 · 
1963 · 
1964 · 
1965 · 
1966 · 
1967 · 
1968 · 
1969 · 
1970 · 
1971 · 
1972 · 
1973 · 
1974 · 
1975 · 
1976 · 
1977 · 
1978 · 
1979 · 
1980 · 
1981 · 
1982 · 
1983 · 
1984 · 
1985 · 
1986 · 
1987 · 
1988 · 
1989 · 
1990 · 
1991 · 
1992 · 
1993 · 
1994 · 
1995 · 
1996 · 
1997 · 
1998 · 
1999 · 
2000 · 
2001 · 
2002 · 
2003 · 
2004 · 
2005 · 
2006 · 
2007 · 
2008 · 
2009 · 
2010 · 
2011 · 
2012 · 
2013 · 
2014 · 
2015 ·
2016 ·
2017 ·
2018 ·
2019 ·
2020 ·
2021 ·
2022 ·
2023 ·
2024
Albanië ·
Algerije ·
Andorra ·
Angola ·
Armenië ·
Australië ·
Azerbeidzjan ·
België ·
Bosnië en Herzegovina ·
Brazilië ·
Bulgarije ·
Canada ·
Chili ·
China ·
Colombia ·
Costa Rica ·
DDR ·
Denemarken ·
Duitsland ·
Ecuador ·
Egypte ·
Engeland ·
Estland ·
Ethiopië ·
Faeröer ·
Finland ·
Frankrijk ·
Georgië ·
Ghana ·
Gibraltar ·
Griekenland ·
Guinee ·
Honduras ·
Hongarije ·
Ierland ·
IJsland ·
Irak ·
Iran ·
Israël ·
Italië ·
Ivoorkust ·
Japan ·
Joegoslavië ·
Kameroen ·
Kazachstan ·
Kosovo ·
Kroatië ·
Letland ·
Libanon ·
Libië ·
Liechtenstein ·
Litouwen ·
Luxemburg ·
Maleisië ·
Malta ·
Moldavië ·
Montenegro · 
Nederland ·
Nieuw-Zeeland ·
Noord-Ierland ·
Noord-Macedonië ·
Noorwegen ·
Oekraïne ·
Oezbekistan ·
Oostenrijk ·
Pakistan ·
Paraguay ·
Polen ·
Portugal ·
Qatar · 
Roemenië ·
Rusland ·
San Marino ·
Saoedi-Arabië ·
Schotland ·
Senegal ·
Servië ·
Slovenië · 
Slowakije ·
Sovjet-Unie ·
Spanje ·
Syrië ·
Tsjechië ·
Tsjecho-Slowakije ·
Tunesië ·
Uruguay ·
Verenigde Staten ·
Wales ·
Wit-Rusland ·
Zuid-Afrika ·
Zuid-Korea ·
Zweden ·
Zwitserland
Brazilië (2002, 1) · 
Costa Rica (2002) · 
Duitsland (2008) · 
Italië (2021) · 
Kroatië (2008) · 
Kroatië (2016) · 
Portugal (2008) · 
Spanje (2016) · 
Tsjechië (2008) · 
Wales (2021) · 
Zwitserland (2008) · 
Zwitserland (2021)